# Greg Billington
Greg Billington (Spokane, 30 maggio 1989) è un triatleta statunitense che ha rappresentato gli Stati Uniti ai Giochi olimpici di Rio de Janeiro 2016.